# Austropholcomma
Austropholcomma es un género de arañas araneomorfas de la familia Micropholcommatidae. Se encuentra en Australia.

## Lista de especies
Según The World Spider Catalog 12.0:
- Austropholcomma florentine Rix & Harvey, 2010
- Austropholcomma walpole Rix & Harvey, 2010